# Chi più spende... più guadagna!
Chi più spende... più guadagna! (Brewster's Millions) è un film del 1985 diretto da Walter Hill, interpretato da Richard Pryor, John Candy e Lonette McKee.
La storia è tratta da Brewster's Millions, il romanzo di George Barr McCutcheon che è stato adattato per lo schermo in varie versioni. La prima di queste risale al 1914 e venne firmata da Cecil B. DeMille.

## Trama
Monty Brewster è un giocatore di baseball degli Hackensack Bulls, squadra di seconda categoria delle leghe minori. Lui e il suo migliore amico Spike Nolan, anch'egli atleta dei Bulls, vengono arrestati e non possono permettersi di pagare la cauzione. Un fotografo sconosciuto, che essi credono un osservatore dei New York Mets, si offre di pagare la cauzione a patto che lo seguano a New York.
Presso lo studio legale "Granville & Baxter" a Manhattan, a Brewster viene detto che il suo prozio Rupert Horn, appena defunto, che non ha mai incontrato, gli ha lasciato tutto il suo patrimonio, ma con diverse condizioni. Brewster viene sfidato a spendere 30 milioni di dollari in trenta giorni per ereditarne 300 milioni, ossia tutto il patrimonio. In alternativa egli può prendere un milione di dollari: in questo caso lo studio legale diventa l'esecutore testamentario e dividerà i soldi tra vari enti di beneficenza.
Nell'ipotesi in cui Brewster accetti la sfida del prozio, alla fine dei trenta giorni egli deve rimanere senza un centesimo. Per spendere tutti i 30 milioni può donare solo il 5 per cento in beneficenza, perdere il 5 per cento alle scommesse né può acquistare per poi distruggere opere d'arte. Inoltre non gli è permesso svelare a nessuno questa sfida. Brewster decide quindi di accettare la sfida dei 30 milioni. Angela Drake, un'assistente legale dello studio, della quale Brewster si invaghirà, lo accompagnerà per rendicontare tutte le spese.
Brewster affitta una costosa suite d'albergo, assume personale con stipendi esorbitanti e inizia a piazzare scommesse perdenti. Ma l'amico Spike investirà saggiamente il suo denaro, finendo per riguadagnare i soldi sperperati da Brewster il quale avrà l'idea di candidarsi alla corsa di sindaco di New York spendendo una gran quantità di dollari nella campagna di protesta denominata "Nessuno dei suddetti".
Gli altri due candidati sindaco gli faranno causa agevolandolo nel compito di sperperare il denaro. Intanto Brewster ingaggia i New York Yankees per una partita amichevole contro la sua squadra degli Hackensack Bulls. Sarà costretto a porre fine alla sua campagna elettorale di protesta non appena venuto a sapere che sta primeggiando nei sondaggi come sindaco.
Al trentesimo giorno, mentre viene a sapere che un gran numero di newyorkesi ha votato "Nessuno dei suddetti", scopre di aver speso tutti i 30 milioni di dollari e, per questo, si dirige presso lo studio legale "Granville & Baxter". Pochi minuti prima della scadenza, però, Warren Cox, un giovane avvocato dello studio, che era stato precedentemente corrotto, gli consegna 20.000 dollari che aveva volutamente occultato per fargli naufragare l'impresa. Brewster prende allora a pugni Cox, il quale minaccia di fargli causa per rovinarlo. Brewster allora, nell'ultimo minuto disponibile, ingaggia Angela come avvocato riuscendo a spendere tutti i dollari e quindi a vincere la scommessa, ereditando i 300 milioni.

## Produzione
Nel 1982 i diritti per la trasposizione cinematografica del romanzo furono acquistati dalla Lawrence Gordon Productions. In questa prima fase il regista avrebbe dovuto essere Peter Bogdanovich. Il progetto rimase in stallo per circa due anni fino a quando Frank Price, il nuovo presidente della Universal, diede il via libera alla produzione del film. A quel punto, Bogdanovich non era più coinvolto e Walter Hill fu scelto per la regia. Non aveva mai diretto una commedia prima, ma aveva realizzato il film di successo 48 ore, che includeva scene comiche e un protagonista comico, Eddie Murphy. La sceneggiatura fu scritta degli stessi autori di Una poltrona per due di Murphy.
«Faccio sempre western», disse Hill. «Che si tratti di un film ambientato nel futuro [...] o di un film d'azione e avventura come 48 ore, quello che faccio in realtà è girare film western... Mi piacciono i western perché in essi tutto è molto chiaro. Mi piacciono i film in cui la trama è semplice e diretta e i personaggi si confrontano con questioni di vita e di morte. Ma Hollywood ha deciso che alla gente non piacciono più i western, quindi devo fare questi altri film e fingere che non siano western... La mia idea di un buon film è prendere personaggi molto chiaramente definiti e metterli nel massimo pericolo possibile e poi vedere cosa succede».
Hill disse di Richard Pryor: «Non credeva di essere divertente se non si drogava, e credeva che se si fosse drogato sarebbe morto. Inoltre, aveva problemi economici, ovviamente, quindi doveva lavorare, accettare lavori e guadagnare un sacco di soldi. Era un tipo difficile, ma Richard mi piaceva molto».
Il film fu girato a New York. Il fittizio campo di baseball, che si diceva si trovasse a Hackensack, nel New Jersey, era in realtà il set riutilizzato della serie televisiva di breve durata Bay City Blues, situato nei pressi di Los Angeles in California.
Walter Hill in seguito affermò di aver girato il film esclusivamente "per migliorare il suo conto in banca".

## Distribuzione
La pellicola è stata distribuita nelle sale cinematografiche italiane a partire dal mese di agosto del 1985.

### Data di uscita
Alcune date di uscita internazionali nel corso del 1985 sono state:
- 11 maggio 1985 negli Stati Uniti (Brewster's Millions)[11]
- 14 agosto 1985 in Francia (Comment claquer un million de dollars par jour)
- 16 agosto 1985 nel Regno Unito (Brewster's Millions)
- 29 agosto 1985 in Italia[12]
- 29 maggio 1986 in Germania Ovest (Zum Teufel mit den Kohlen)[13]

## Accoglienza

### Incassi
Il film si è classificato al 20º posto dei film più visti negli Stati Uniti nel 1985 mentre in Italia si è classificato all'85º posto tra i primi 100 film di maggior incasso della stagione cinematografica 1985-1986. A livello globale la pellicola ha incassato 45 833 132 $.

## Altre versioni
- 1914 Brewster's Millions di Oscar Apfel, Cecil B. DeMille (Par) con Edward Abeles
- 1921 Fatty e i suoi milioni (Brewster's Millions) di Joseph Henabery (Par) con Roscoe "Fatty" Arbuckle
- 1926 Miss Brewster's Millions di Clarence G. Badger (Par) con Bebe Daniels
- 1935 Brewster's Millions di Thornton Freeland (UA/UK) con Jack Buchanan
- 1945 Milioni in pericolo (Brewster's Millions) di Allan Dwan (UA) con Dennis O’Keefe
- 1961 Nato con la camicia (Three on a Spree) di Sidney J. Furie (UA/UK) con Jack Watling